# The Meatmen
I The Meatmen sono un gruppo hardcore punk statunitense formato a Detroit, Michigan e guidato da Tesco Vee dal 1980 al 1997.
Il gruppo è famoso per aver deriso la scena hardcore del periodo. Famosi per i loro scherzi, si sono caratterizzati grazie a titoli vivaci come What's This Shit Called Love?, I Sin for a Living, 1 Down, 3 to Go, riferita all'ex-Beatles John Lennon, Suck Trilogy da Crippled Children Suck, French People Suck o Camel Jockeys Suck. Il gruppo si è riunito nel 2008.

## Formazione
La band ha avuto una formazione molto variabile, con il solo Tesco Vee come presenza costante. Tra gli altri componenti che si sono susseguiti, Brian Baker e Lyle Preslar dei Minor Threat, Todd Swalla dei Necros, Rich e Greg Ramsey, Jim Forsey, Eliot Rachtman, Mr. X, Mike Achtenbourg, Graham McCulloch, Eric Zelzdorf, Stuart Casson, James Cooper, Mark "Gooly" Kermanj, Norman Voss, Mark Davis, Mark Glass e Rob San Pietro.

## Discografia
- 1981 - Demo
- 1983 - We're the Meatmen...and You Suck!!
- 1985 - War of the Superbikes
- 1986 - Rock & Roll Juggernaut
- 1990 - Crippled Children Suck
- 1995 - Pope on a Rope
- 1996 - War of the Superbikes, Vol. 2
- 2009 - Cover the Earth